# Forcipomyia rustica
Forcipomyia rustica är en tvåvingeart som först beskrevs av Jean-Jacques Kieffer 1919.  Forcipomyia rustica ingår i släktet Forcipomyia och familjen svidknott. Inga underarter finns listade i Catalogue of Life.